# Palacio Ducal de Villaviciosa

Fachada frontal del edificio principal.

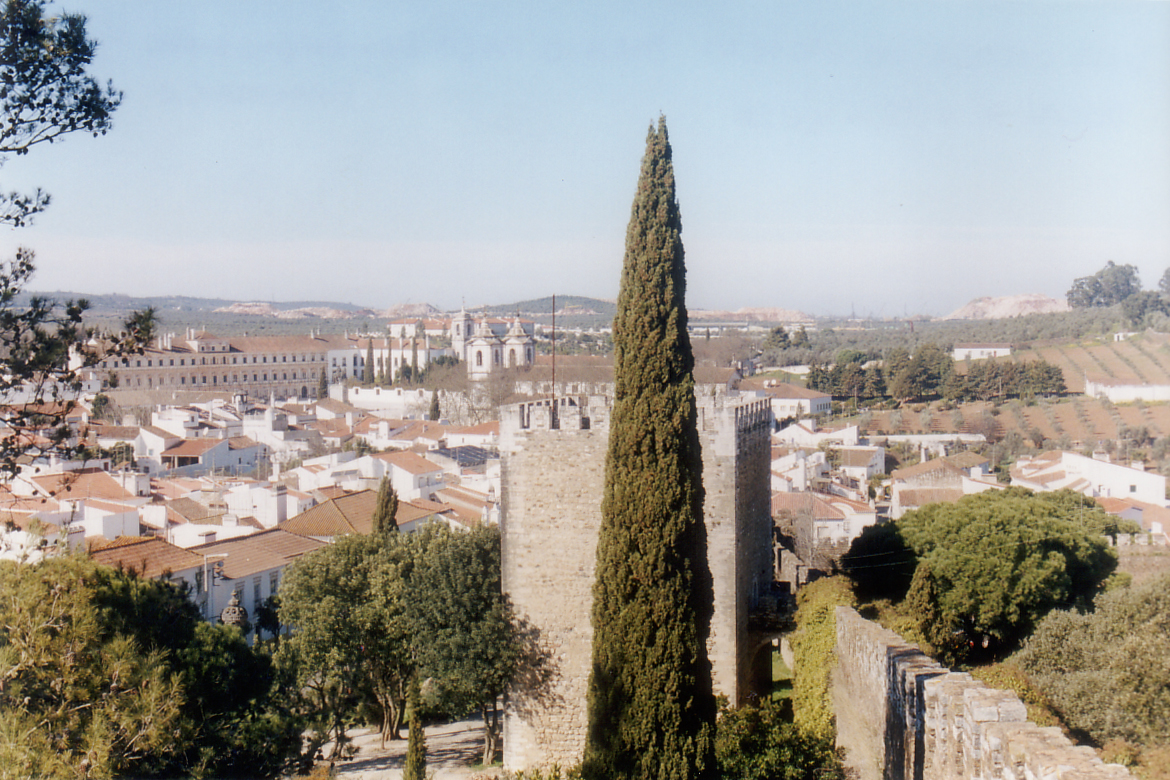
Villaviciosa: A la izquierda, desde el Castillo de Villaviciosa, se encuentra el Palacio Ducal

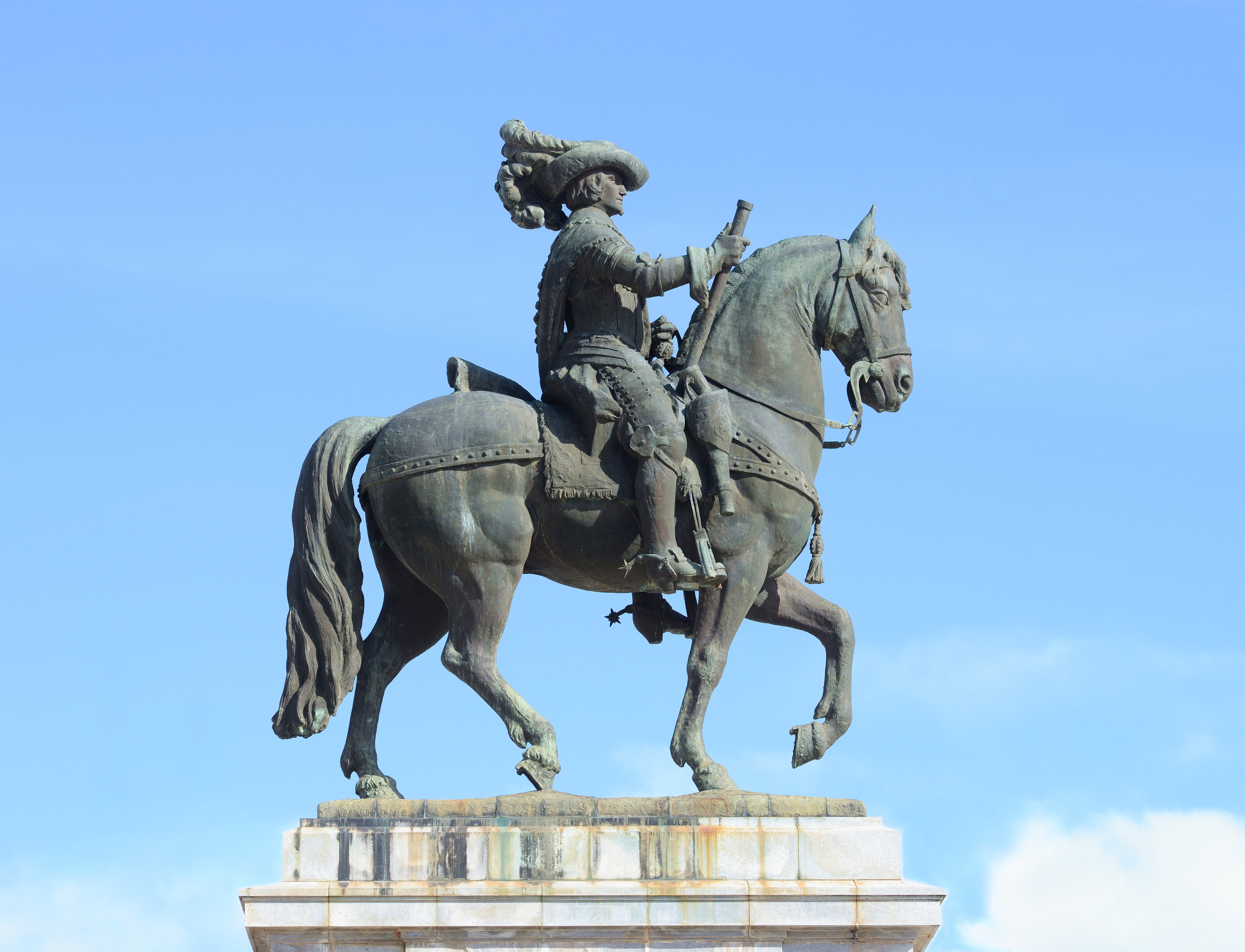
Estatua Ecuestre.

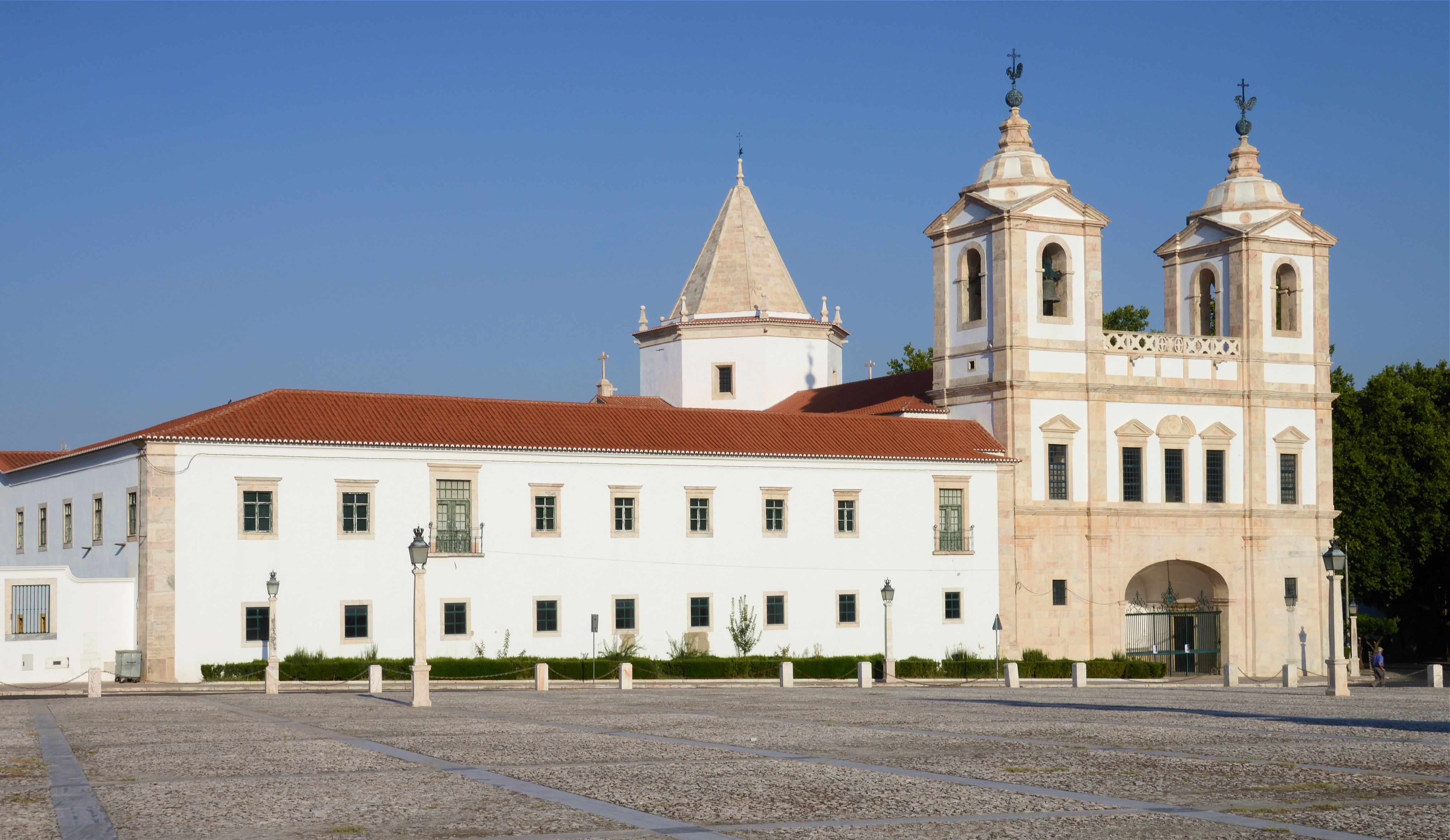
El Monasterio de San Agustín, Villaviciosa

El Palacio Ducal de Villaviciosa es un importante monumento situado en el Terreiro do Paço en la villa alentejana de Villaviciosa, distrito de Évora. Fue durante siglos la sede de la serenísima Casa de Braganza, una familia noble importante fundada en el siglo XV que se convirtió en la Casa Reinante de Portugal, cuando el 1 de diciembre de 1640 el 8.º Duque de Braganza fue aclamado Rey de Portugal como Juan IV de Portugal.
El último rey de Portugal, Manuel II de Portugal, en su exilio londinense formó una biblioteca histórica de los siglos XV a XVIII, que se conserva en el Palacio Ducal de Villaviciosa.